# Lionel Blue
Lionel Blue (East End, 6 de febrer de 1930 - Londres, 19 de desembre de 2016) fou un rabí reformista i periodista anglès. Fou conegut pel seu treball en mitjans de comunicació, especialment pel seu sentit de l'humor en la secció "Thought for the Day" del programa Today programme de BBC Radio 4. En 1998 Blue va ser guardonat amb un doctorat honorari de la Universitat Oberta. També fou doctor honorari de la Divinitat i professor del Grey College de la Universitat de Durham. Fou oficial de l'Orde de l'Imperi Britànic. Va ser el primer rabí britànic que va declarar públicament la seva homosexualitat.

## Llibres
- A Backdoor to Heaven (Fount, 1985)
- Kitchen Blues (ISIS Large Print, 1986)
- Bolts from the Blue (Hodder & Stoughton, 1986)
- Bedside Manna (Victor Gollancz, 1991)
- Tales of Body and Soul (Coronet, 1995)
- My Affair with Christianity (Hodder & Stoughton General, 1999)
- Sun, Sand and Soul (Hodder & Stoughton General, 1999)
- Kindred Spirits (Fount, 1999)
- Hitchhiking to Heaven – Autobiografia (Hodder & Stoughton General, 2004)
- The Godseeker's Guide (Continuum, 2010)